# Diana Vickers
Diana Vickers est une chanteuse et actrice anglaise, née le 30 juillet 1991 à Blackburn (Angleterre). Elle a participé à l'émission télévisée X Factor au Royaume-Uni en 2008, dont elle finit 4e. Elle sort en 2010 un premier single intitulé Once, accompagné d'un premier album studio : Songs From the Tainted Cherry Tree.
Elle chante My Favourite Things, un classique tiré de La Mélodie du bonheur (The Sound of Music), pour la publicité du parfum des One Direction : Our Moment.
Elle cite Kylie Minogue et Madonna parmi ses inspirations.

## Albums

### Studio albums
| Titre                              | Détails                                                                           | Meilleurs classements | Meilleurs classements | Meilleurs classements | Meilleurs classements | Meilleurs classements | Certifications |
| Titre                              | Détails                                                                           | UK                    | IRE                   | EU                    | SCO                   | KOR                   | Certifications |
| ---------------------------------- | --------------------------------------------------------------------------------- | --------------------- | --------------------- | --------------------- | --------------------- | --------------------- | -------------- |
| Songs from the Tainted Cherry Tree | - Released: 30 April 2010 - Label: RCA Records - Format: CD, digital download     | 1                     | 7                     | 4                     | 2                     | 15                    | - UK: Gold     |
| Music To Make The Boys Cry         | - Released: 13 September 2013 - Label: RCA Records - Format: CD, digital download |                       |                       |                       |                       |                       |                |

### Extended plays
| iTunes Festival: London 2010 | - Released: 28 July 2010 - Label: RCA Records - Format: digital download | — |

## Singles
| Titre                     | Année | Meilleurs classements | Meilleurs classements | Meilleurs classements | Meilleurs classements | Meilleurs classements | Certifications | Album                              |
| Titre                     | Année | UK                    | IRE                   | EU                    | KOR                   | SCO ,                 | Certifications | Album                              |
| ------------------------- | ----- | --------------------- | --------------------- | --------------------- | --------------------- | --------------------- | -------------- | ---------------------------------- |
| Once                      | 2010  | 1                     | 3                     | 5                     | 31                    | 2                     |                | Songs from the Tainted Cherry Tree |
| The Boy Who Murdered Love | 2010  | 36                    | —                     | —                     | 16                    | 28                    |                | Songs from the Tainted Cherry Tree |
| My Wicked Heart           | 2010  | 13                    | 22                    | 42                    | —                     | 12                    |                | Non-album single                   |

### Participations
| Titre                              | Année | Meilleurs classements | Meilleurs classements | Meilleurs classements | Meilleurs classements | Certifications    | Album            |
| Titre                              | Année | UK                    | IRE                   | EU                    | SCO                   | Certifications    | Album            |
| ---------------------------------- | ----- | --------------------- | --------------------- | --------------------- | --------------------- | ----------------- | ---------------- |
| Hero (with The X Factor finalists) | 2008  | 1                     | 1                     | 8                     | 1                     | - UK: 2× Platinum | Non-album single |

### Singles promo
| Titre                  | Année | Album                              | Notes |
| ---------------------- | ----- | ---------------------------------- | --- |
| Jumping Into Rivers    | 2009  | Songs from the Tainted Cherry Tree | - Free promotional single from Vickers' website in July 2009 after the album track leaked.                   |
| N.U.M.B                | 2010  | Songs from the Tainted Cherry Tree | - Free demo version of the album track offered by Vickers' website to download when logging in with Twitter. |
| More Than This         | 2010  | Non-album single                   | - To promote her debut album tour.                                                                           |
| Music to Make Boys Cry | 2011  | TBA                                | - Free promotional single from Vickers' website in December 2011.                                            |
| Kiss of a Bullet       | 2011  | TBA                                | - Free download when logging in with Twitter or Facebook.                                                    |

### Autres singles
| Titre    | Année | Meilleurs classements | Album                     |
| Titre    | Année | KOR                   | Album                     |
| -------- | ----- | --------------------- | ------------------------- |
| Sunlight | 2010  | 41                    | Once - CD single (b-side) |

## Vidéos
| Année | Titre                     | Director(s)     |
| ----- | ------------------------- | --------------- |
| 2008  | Hero                      | Max & Dania     |
| 2010  | Once                      | Harvey Brown    |
| 2010  | The Boy Who Murdered Love | James Copeman   |
| 2010  | My Wicked Heart           | Sarah Chatfield |

## Vie privée
Elle sort depuis janvier 2011 avec le chanteur et musicien du groupe anglais One Night Only et mannequin pour Burberry George Craig.

## Filmographie
- 2016 : To Dream : Nikki